# Orobinec sítinovitý
Orobinec sítinovitý (Typha laxmannii) je druh jednoděložné rostliny z čeledi orobincovité.

## Popis
Jedná se o vytrvalou, cca 70-120 cm vysokou rostlinu s oddenkem. Listy jsou jednoduché, střídavé, přisedlé, uspořádané do 2 řad. Čepele jsou celistvé, čárkovité se souběžnou žilnatinou, jsou velmi úzké, jen 2-4 mm (vzácněji až 7 mm) široké. Květy jsou v květenstvích, hustých tlustých klasech složených z mnoha květů, někdy se tento typ květenství nazývá palice. Jedná se o jednodomé rostliny, květy jsou jednopohlavné, oddělené do zvláštních částí květenství, dole jsou samičí. Jsou to 2 oddělené palice, samičí a samčí, umístěné za sebou, nahoře je samčí, mezi palicemi je mezera. Samičí palice dosahuje poloviční až čtvrtinové délky oproti samčí, na rozdíl od orobince úzkolistého, který má obě palice zhruba stejně dlouhé. Okvětí je zakrnělé, v podobě laločnatých a vidlicovitých chlupů, uspořádaných do nepravidelných přeslenů. Samčí květy obsahují nejčastěji 3 (vzácněji 1-5) tyčinky, nitky jsou na bázi v různé délce srostlé. Pyl se šíří pomocí větru. V samičích květech je gyneceum složené z jednoho plodolistu (monomerické). Semeník je svrchní. Plod je suchý, pukavý, jedná se o měchýřek, který je však velmi drobný a před puknutím vypadá jako nažka. Plody se šíří pomocí větru, létací aparát jsou chlupy okvětí.

## Rozšíření ve světě
Orobinec sítinovitý roste v jihovýchodní Evropě a přilehlé Asii, jako původní je považován podle  od Rumunska na jihovýchod až jih, od Maďarska po Německo je považován většinou za nepůvodní.

## Rozšíření v Česku
V ČR je občas pěstován jako okrasná vodní rostlina. Jinak roste vzácně i ve volné přírodě teplejších oblastí. Přesto, že je většinou považován za nepůvodní druh flóry ČR, tak je řazen mezi kriticky ohrožené druhy (C1) flóry ČR (třeba Kaplan 2002). Zdá se však, že se v posledních letech spíše šíří. Společenstvo s dominancí orobince sítinového je popsáno jako as. Typhaetum laxmannii ze sv. Phragmition communis.